# Дінго (роман)
Дінго (фр. Dingo) — роман 1913 року французького письменника та драматурга Октава Мірбо.

## Короткий зміст
Завершений другом Мірбо Леоном Вертом, коли погане здоров'я письменника завадило йому писати завершальні глави, роман «Dingo», останній роман Мірбо, був опублікований у завершеному вигляді видавництвом Fasquelle у 1913 році. Це автобіографічна художня проза, в якій Мірбо описує свої пригоди зі своїм домашнім собакою Дінго, одночасно подаючи цинічний погляд на сільське життя в Понтеїль-ан-Барсі, брудному містечку, що моделюється на селі Кормей-ан-Вексен, де Мірбо нещасно проживав.

## Коментар
Продовжуючи в тому ж дусі, що і в La 628-E8, де героєм роману був автомобіль Мірбо, «Dingo» знову робить центральним персонажем не-людину — це розграбовувальна, невідома істота, яка набуває міфічних розмірів у романі Мірбо. Незалежна від соціальних інститутів, обдарована здоровим звіриним розсудом, Дінго розкриває пороки, подвійні стандарти і корупцію місцевих жителів, а також навчає свого «господаря» жити в гармонії з інстинктами.

## З твору
Незважаючи на похвалу свого собаки, Мірбо пропонує неромантизований образ хижака, чиї вияви доброти і ніжності компенсуються жорстокими резними набігами та масовим вбивством овець і курей. Отож, Мірбо показує, що люди і тварини однаково підпорядковані «закону вбивства», роботу якого Мірбо описав у «Le Jardin des supplices» (Сад мучеництва).

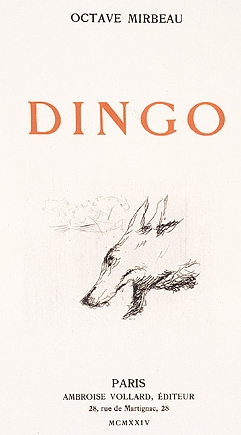
Дінго, Видавець Амбруаз Воллар, 1924 рік

Зсуваючи майстерний гуманний суб'єкт, який діє як впевнений наратив, роман Мірбо показує, наскільки повністю він відмовився від конвенцій реалістичної художньої прози.